# Inferusia discors
Inferusia discors är en mossdjursart som beskrevs av Hayward och Taylor 1984. Inferusia discors ingår i släktet Inferusia och familjen Cribrilinidae. Inga underarter finns listade i Catalogue of Life.